# Orthotylus flemingi
Orthotylus flemingi är en insektsart som beskrevs av Schwartz och Samuel Hubbard Scudder 2003. Orthotylus flemingi ingår i släktet Orthotylus och familjen ängsskinnbaggar. Inga underarter finns listade i Catalogue of Life.